# Опока (Люблінське воєводство)
Опока (пол. Opoka) — село в Польщі, у гміні Конськоволя Пулавського повіту Люблінського воєводства.
Населення — 265 осіб (2011).

## Демографія
Демографічна структура станом на 31 березня 2011 року:
|          | Загалом | Допрацездатний вік | Працездатний вік | Постпрацездатний вік |
| -------- | ------- | ------------------ | ---------------- | -------------------- |
| Чоловіки | 137     | 33                 | 88               | 16                   |
| Жінки    | 128     | 22                 | 70               | 36                   |
| Разом    | 265     | 55                 | 158              | 52                   |